# Torre Minčeta
La Torre Minceta és el punt més alt de les muralles de Dubrovnik (Croàcia). Se situa a la part nord-oest mirant des del mar. Consisteix en una torre circular amb accés per una portalada amb escalons amples, i a l'interior una sala rodona amb unes escales d'accés cap a la part superior merletada des d'on es domina la badia o Port de Dubrovnik, la mar, la muntanya Sred i Pile i Ploče. En aquesta part superior i ha una garita per la guàrdia de la vigilància protegida per una reixa de ferro.